# Adolfo de Osnabrück
San Adolfo de Osnabrück (también Adolfo de Tecklenburg) fue un monje y obispo, miembro de la familia condal de Tecklenburg en Westfalia. Tomó los hábitos en Colonia para entrar en el monasterio cisterciense donde fue conocido por su piedad. En 1216, fue nombrado obispo de Osnabrück y mantuvo sus programas de caridad. Murió el 30 de junio de 1224. 
Adolfo es conocido como el "limosnero de los pobres". Su festividad se celebra el 30 de junio.